# Ninotsminda
Ninotsminda (en géorgien : ნინოწმინდა ; en arménien : Նինոցմինդա ; en turc : Altunkale) est une ville de Géorgie au sud de la province de Djavakhétie, dans la région administrative de Samtskhé-Djavakhétie.

## Population
Sa population, majoritairement arménienne (94,3 % en 2014), est estimée à 24 491 personnes (pour la municipalité) et à environ 5 114 personnes pour la ville.

## Histoire
Durant les périodes russe puis soviétique, l'agglomération porte le nom de Bogdanovka (russe : Богдановка).
Dans les années 1840, des populations Doukhobors y sont reléguées,.
Une partie est relocalisée dans la région de Kars à partir de 1878.
Une partie est autorisée à émigrer au Canada vers 1900.
Une partie de leurs descendants quittent la région à partir des années 1980, pour l'Ukraine ou la Russie,.
Le nom de Sainte Nino est adopté en 1991.